# Hendrik Schulte (Staatssekretär)

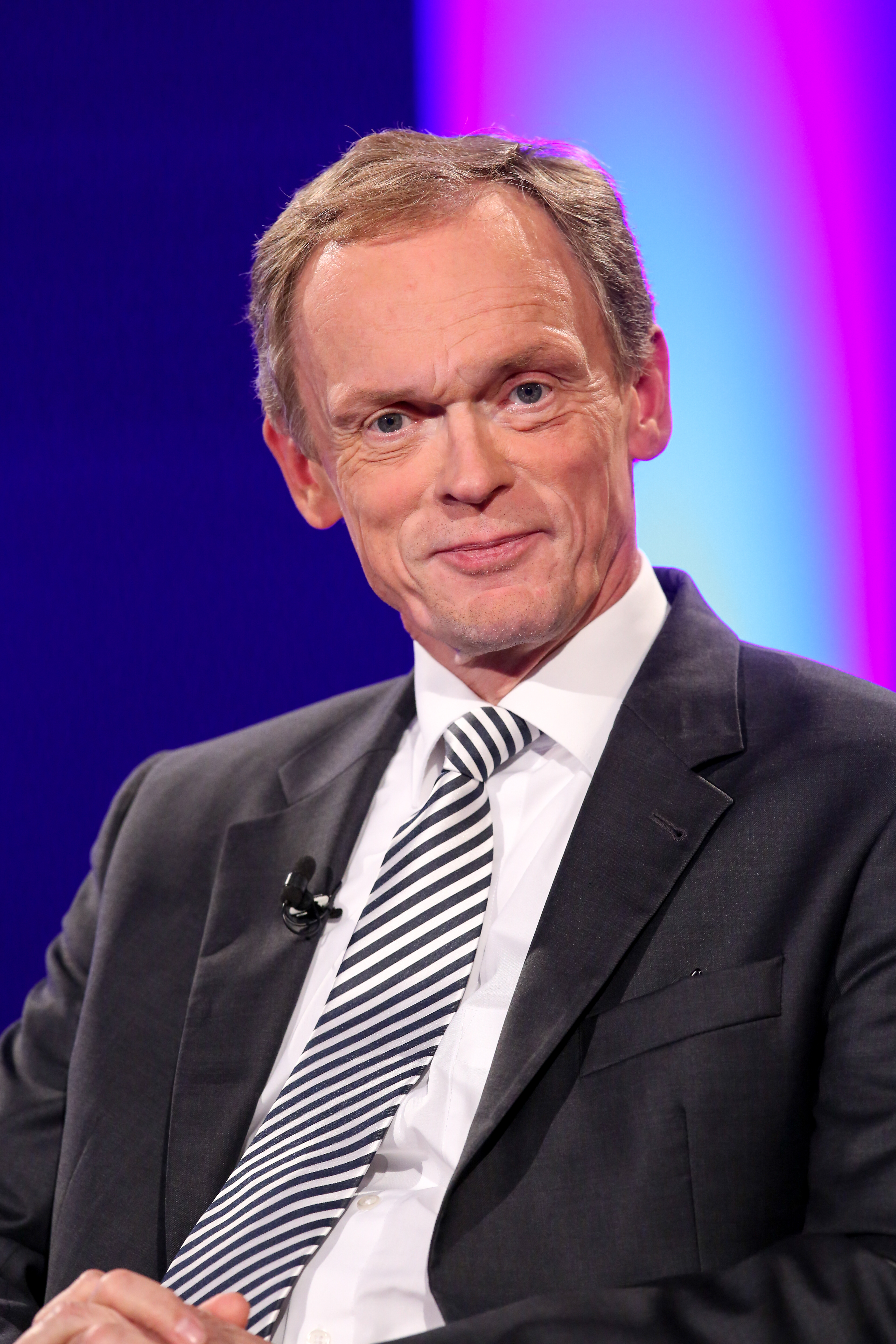
Hendrik Schulte (2018)

Hendrik Clemens Schulte (* 21. August 1958 in Wattenscheid) ist ein deutscher Bauingenieur und politischer Beamter. Von 2017 bis 2022 war er Staatssekretär im Ministerium für Verkehr des Landes Nordrhein-Westfalen.

## Leben

### Ausbildung und Beruf
Schulte wuchs in Wattenscheid auf. Nach dem Erlangen der Allgemeinen Hochschulreife im Juni 1977 und dem Grundwehrdienst (Oktober 1977–September 1978) begann Schulte ein Studium des Bauingenieurwesens an der RWTH Aachen, welches er im April 1984 mit dem Diplom abschloss. In der Folge nahm er ein dreimonatiges Forschungsstipendium an der University of Minnesota wahr. Nach seiner Rückkehr wurde er im Juli 1984 wissenschaftlicher Mitarbeiter am Institut für Wasserbau und Wasserwirtschaft der RWTH Aachen. Im Februar 1989 promovierte er dort und war in der Folge noch bis April 1989 als wissenschaftlicher Mitarbeiter tätig.
Von Mai 1989 bis Juni 2017 war Schulte bei verschiedenen Unternehmen in der Privatwirtschaft im Bereich des Hoch- und Ingenieurbaus beschäftigt. In dieser Zeit war er u. a. für Hochtief und Porr für große Infrastrukturprojekte verantwortlich. Zwischen November 2007 und September 2009 erwarb er die TÜV-Zertifizierung als Sachverständiger für Schäden und Mängel an Gebäuden und Gebäudeinstandsetzung.

### Politische Tätigkeit
Am 30. Juni 2017 wurde Hendrik Schulte im Zuge der Kabinettsbildung des Kabinetts Laschet von Minister Hendrik Wüst zum Staatssekretär im Ministerium für Verkehr des Landes Nordrhein-Westfalen berufen. Ab dem 27. Oktober 2021 war er in der gleichen Funktion auch im Kabinett Wüst I unter Ministerin Ina Brandes tätig. Mit dem Antritt des Kabinetts Wüst II schied er am 29. Juni 2022 aus dem Amt aus.
Während seiner Amtszeit begann der Neubau der Rheinbrücke Leverkusen, den Auftrag des Landesbetriebs Straßenbau NRW erhielt aufgrund des wirtschaftlichsten Angebotes sein ehemaliger Arbeitgeber Porr, der Vertrag wurde allerdings 2020 wegen Qualitätsmängeln durch Straßen.NRW gekündigt.

### Privates
Schulte ist verheiratet und Vater zweier Kinder. Seit 1979 ist er Mitglied der katholischen Studentenverbindung KDStV Franconia Aachen.